# Mircea Dumitrescu
Mircea Dumitrescu (n. 3 septembrie 1926 – d. 11 martie 2005) a fost un critic de film și eseist. În perioada 1970–2005, Mircea Dumitrescu a susținut un Curs de limbaj cinematografic (axat pe istoria, teoria și estetica artei cinematografice) însoțit de proiecții de filme, în principalele centre universitare ale țării: București, Iași, Tg. Mureș, Cluj, Timișoara, Craiova, Brașov. În timpul vacanțelor, cursul este continuat în taberele studențești de la Izvorul Mureșului, Slănic-Moldova și Costinești.
Printre oamenii care l-au apreciat se regăsesc nume precum Mircea Daneliuc, Victor Rebengiuc, Alex Leo Șerban și Mihnea Columbeanu.
Din 1993 , este președintele Federației Române a Cinecluburilor Cinemateca, pe care el însuși a înființat-o.
Din 1992, Mircea Dumitrescu colaborează cu articole, recenzii și eseuri cinematografice la „Tribuna” (Cluj), „Timpul” (Iași), „Tribuna Ardealului” (Cluj), „Alternativa” (Brașov), „Monitorul” (Iași), „Util Expres” (Brașov), „Transilvania Expres” (Brașov), „Argument” (Cluj), „Cuvântul libertății” (Craiova), „Jurnal de Mureș” (Tg. Mureș), „Monitorul de Suceava” (Suceava), „Jurnal de Vrancea” (Focșani), „Biserica și problemele vremi” (Iași), „Tex–Caleidoscop” (Brașov), „Transilvania Jurnal” (Brașov), „Ideea creștină” (Iași), „Adevărul de Cluj” (Cluj), „Gazeta de Transilvania” (Brașov), „Cotidianul – Week-end” (București), Revista Respiro. Colaborează la posturile de televiziune TVS Holding (Brașov) și Europa Nova (Iași).

## Cărți
- Mircea Dumitrescu, O privire critică asupra filmului românesc, Brașov, 2005, ISBN 973-9153-93-3
- Mircea Dumitrescu, "Istoria cinematografiei universale. Eseuri, vol. 1, Noesis, 2001